# Terrelle Pryor
Terrelle Pryor Sr. (Jeannette, 20 giugno 1989) è un giocatore di football americano statunitense che milita nel ruolo di wide receiver per i Jacksonville Jaguars della National Football League (NFL) dopo avere giocato in precedenza nel ruolo di quarterback. Fu scelto nel corso del terzo giro del Draft supplementare NFL del 2011 dagli Oakland Raiders. Al college ha giocato a football a Ohio State.

## Carriera universitaria

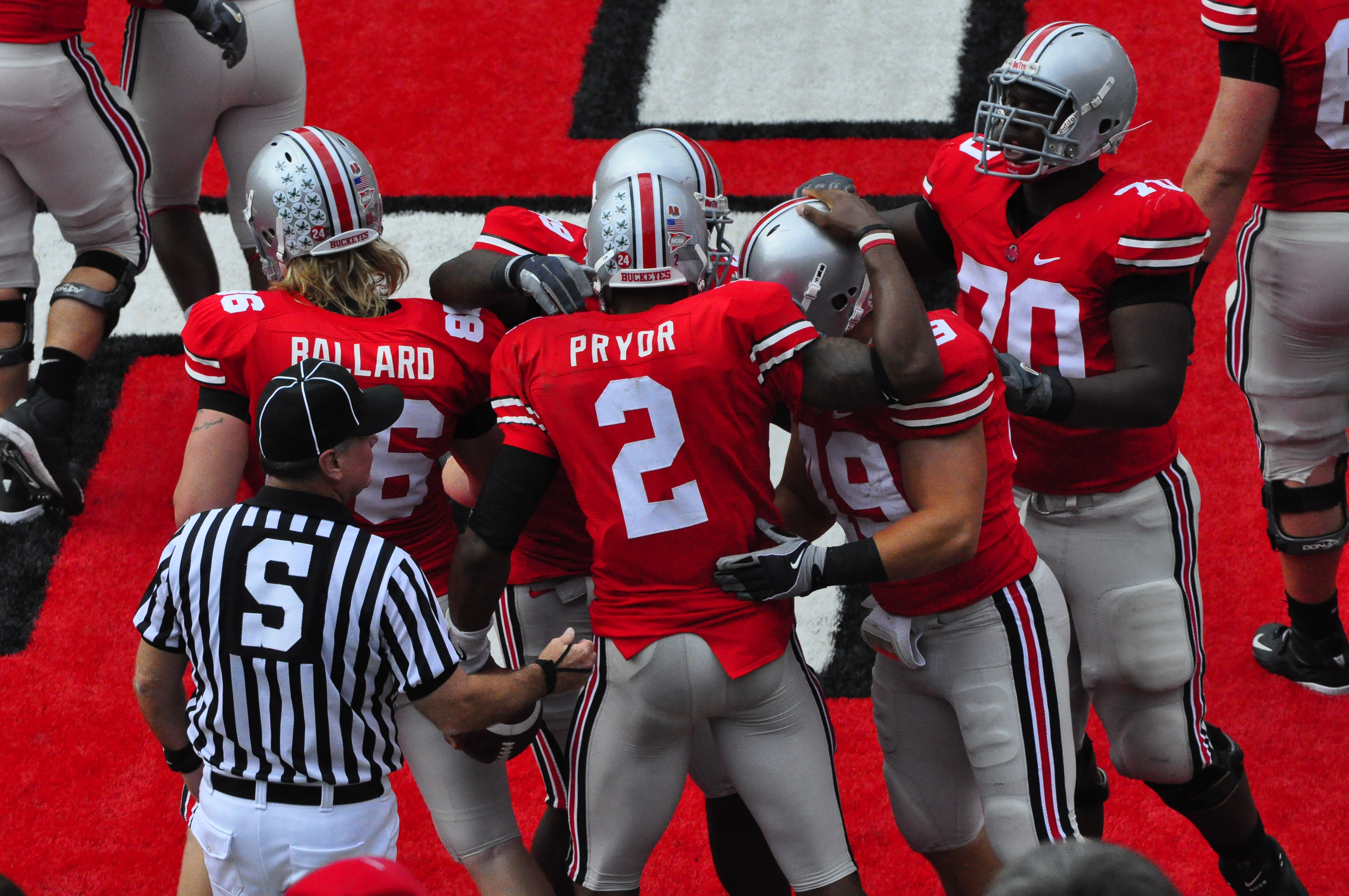
Pryor con i compagni ad Ohio State

Terrelle iniziò a giocare al college football con gli Ohio State Buckeyes a partire dal 2008. Nel suo primo anno giocò 13 partite, lanciando per 1.311 yard con 12 touchdown, 4 intercetti, 146,5 di passer rating, 6 TD su corsa e uno su ricezione, perdendo la finale del Fiesta Bowl contro i Texas Longhorns. Nell'anno da sophomore giocò 13 partite, lanciando 2.094 yard con 18 TD, 11 intercetti, 128,9 di passer rating e 7 TD su corsa, vincendo la finale del Sugar Bowl contro gli Oregon Ducks. Nel suo ultimo anno giocò 13 partite, lanciando per 2.772 yard con 27 TD, 11 intercetti, 157,9 di passer rating, 4 TD su corsa e un TD su ricezione, vincendo la finale del Sugar Bowl contro gli Arkansas Razorbacks.
Il 31 maggio 2011, il capo-allenatore dei Buckeyes Jim Tressel rassegnò le dimissioni dopo la diffusione della notizia che dei suoi giocatori avevano ricevuto premi e benefit in denaro, cosa esplicitamente vietata dal regolamento universitario. Il Columbus Dispatch riportò che la NCAA e Ohio State stavano investigando su più di 50 veicoli acquistati dai giocatori dei Buckeyes, familiari e amici nel corso degli anni. Sports Illustrated riportò che Pryor guidò otto diverse automobili nel corso dei tre anni ad Ohio State.
Il 7 giugno del 2011, Pryor fu costretto a ritirarsi dalla propria università. Il 26 dello stesso mese, egli fu completamente interdetto da qualsiasi programma universitario degli USA.
Premi e riconoscimenti

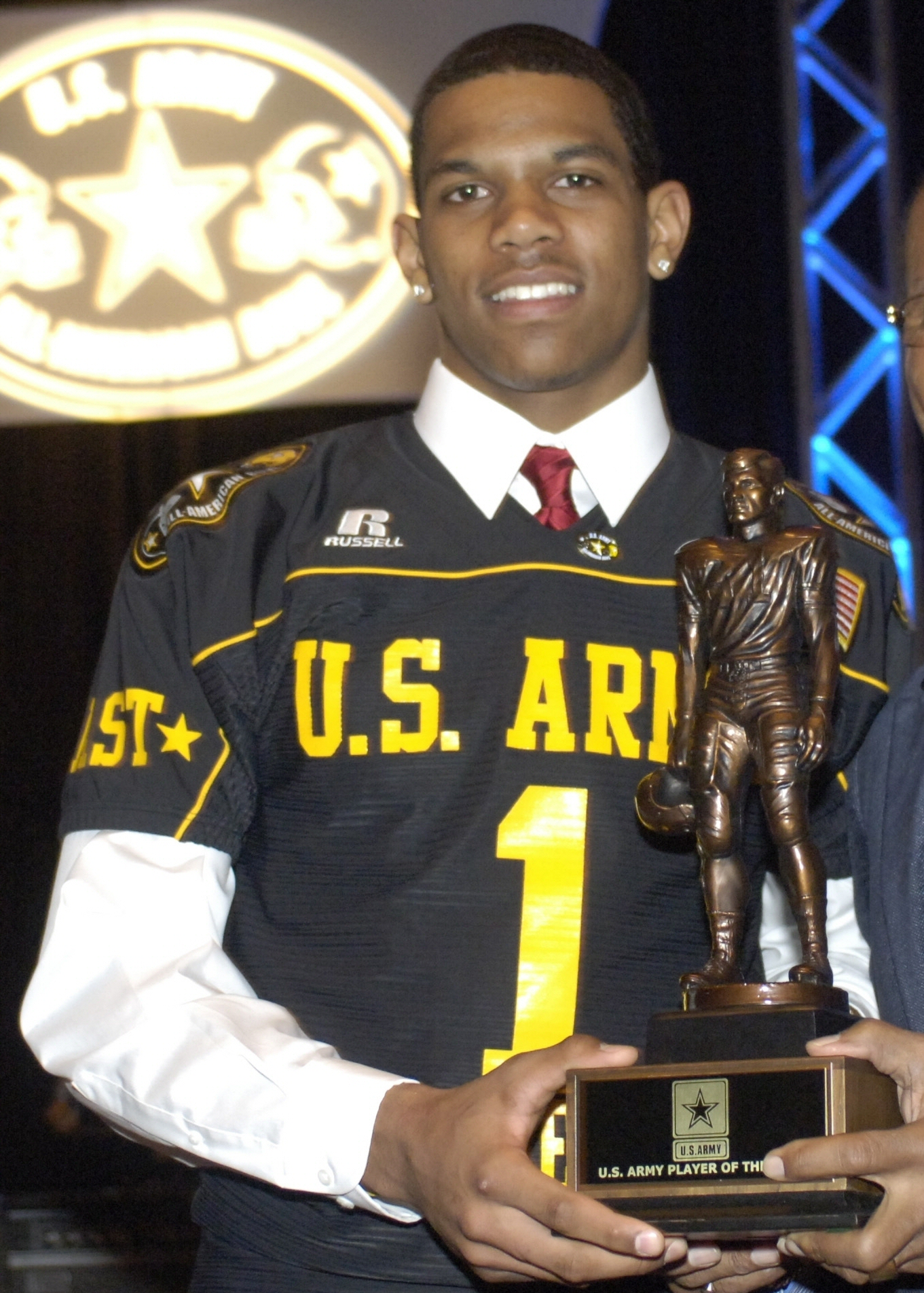
Pryor nel 2008

- U.S. Army All-American Bowl - 2008
- Sugar Bowl - 2009
- Rose Bowl - 2010
- U.S. Army All-American Bowl MVP - 2008
- Sugar Bowl MVP - 2009
- Rose Bowl MVP - 2010
- Big Ten Freshman of the Year - 2010

## Carriera professionistica

### Oakland Raiders

#### Stagione 2011
Il 22 agosto 2011, Pryor venne selezionato al 3º giro del Draft  NFL supplementare dai Raiders, cedendo ai New England Patriots la propria scelta del terzo giro del Draft NFL 2012. Al giocatore vennero però inflitte 5 settimane di sospensione da scontare nella stagione regolare per i fatti occorsi all'università. Il 25 agosto, Pryor firmò un contratto di 4 anni per un totale di 2,7 milioni di dollari. Dopo aver scontato le 5 settimane, Pryor venne reinserito nel roster attivo della squadra il 17 ottobre 2011. Debuttò come professionista il 23 ottobre nel corso della sconfitta contro i Kansas City Chiefs. Fu la sua unica apparizione sul campo per quella stagione.

#### Stagione 2012
Nella stagione 2012, Pryor scese in campo per la prima volta nella 15a settimana contro i Denver Broncos per uno scampolo di partita. La domenica seguente, contro i Carolina Panthers, completò l'unico passaggio tentato. A causa dell'infortunio del quarterback titolare Carson Palmer, Pryor giocò per la prima volta come titolare nell'ultima gara della stagione 2012 contro i San Diego Chargers. In quella sfida, Terrelle passò 150 yard, ne corse 49 e segnò tre touchdown (2 su passaggio e uno su corsa), subendo un intercetto, nella sconfitta per 24-21. Chiuse la stagione giocando 3 partite di cui una da titolare, lanciando per155 yard con 2 TD, un intercetto, 70,8 di passer rating e un TD su corsa.

#### Stagione 2013
Il 3 settembre 2013, dopo una pre-stagione positiva, Pryor fu nominato quarterback titolare dei Raiders per la prima gara della stagione 2013 contro gli Indianapolis Colts al posto di Matt Flynn. Terrelle giocò bene completando 19 passaggi su 29 tentativi per 217 yard con un touchdown e due intercetti, il secondo dei quali nel finale di gara che costò la possibile rimonta della sua squadra. Pryor corse inoltre 112 yard che divennero il nuovo record della franchigia per un quarterback. La settimana successiva, Pryor ottenne la prima vittoria come titolare dei Raiders battendo in casa i Jacksonville Jaguars con 15 passaggi completati su 24, per 124 yard e 50 yard corse. Contro i Denver Broncos nel Monday Night Football della settimana 3 passò 281 yard con un touchdown di 73 yard su Denarius Moore senza subire alcun intercetto, ma i Raiders furono sconfitti e nelle ultime azioni dovette abbandonare il campo per una commozione cerebrale. A causa di tale infortunio, nel turno successivo fu sostituito da Flynn ma tornò ad essere nominato titolare per la settimana 5 contro i San Diego Chargers in cui passò 2 touchdown nel primo quarto e concluse con 18 passaggi completati su 23 tentativi per 221 yard, guidando Oakland alla seconda vittoria stagionale. Nella settimana 6 i Raiders misero inizialmente in difficoltà gli imbattuti Kansas City Chiefs ma tre intercetti subiti nel secondo tempo da Pryor tolsero ad Oakland ogni speranza di vittoria. Il quarterback terminò con 216 yard passate e un touchdown, oltre a 60 yard corse.
Nella settimana 8, alla prima giocata della sua squadra, Pryor stabilì il nuovo record NFL per un quarterback segnando un touchdown su corsa da ben 93 yard. La sua gara terminò con 88 yard passate e 2 intercetti subiti ma la difesa dei Raiders arginò il tentativo di rimonta dei Pittsburgh Steelers, ottenendo la terza vittoria stagionale e la prima vittoria dopo la settimana di pausa dalla stagione 2002. Nella partita successiva contro i Philadelphia Eagles, Pryor uscì dal campo a 9 minuti dal termine per una distorsione al ginocchio chiudendo con 22 passaggi completati su 41 con 288 yard e 2 intercetti, oltre a 94 yard su corsa. A causa di un infortunio non scese in campo nella settimana 11 contro gli Houston Texans mentre nelle successive gli fu preferito il rookie Matt McGloin. Tornò a vedere brevemente il campo nella settimana 14 contro i New York Jets ma dopo alcune giocate mediocri l'allenatore Dennis Allen decise di continuare a puntare su McGloin. Pryor tornò a partire come titolare nell'ultima gara della stagione in cui passò 207 yard e 2 touchdown ma Oakland fu superata da Denver. Chiuse l'annata giocando 11 partite di cui 9 da titolare, lanciando per 1.798 yard con 7 TD, 11 intercetti, un passer rating di 69,1 e 2 touchdown segnati su corsa.

### Seattle Seahawks

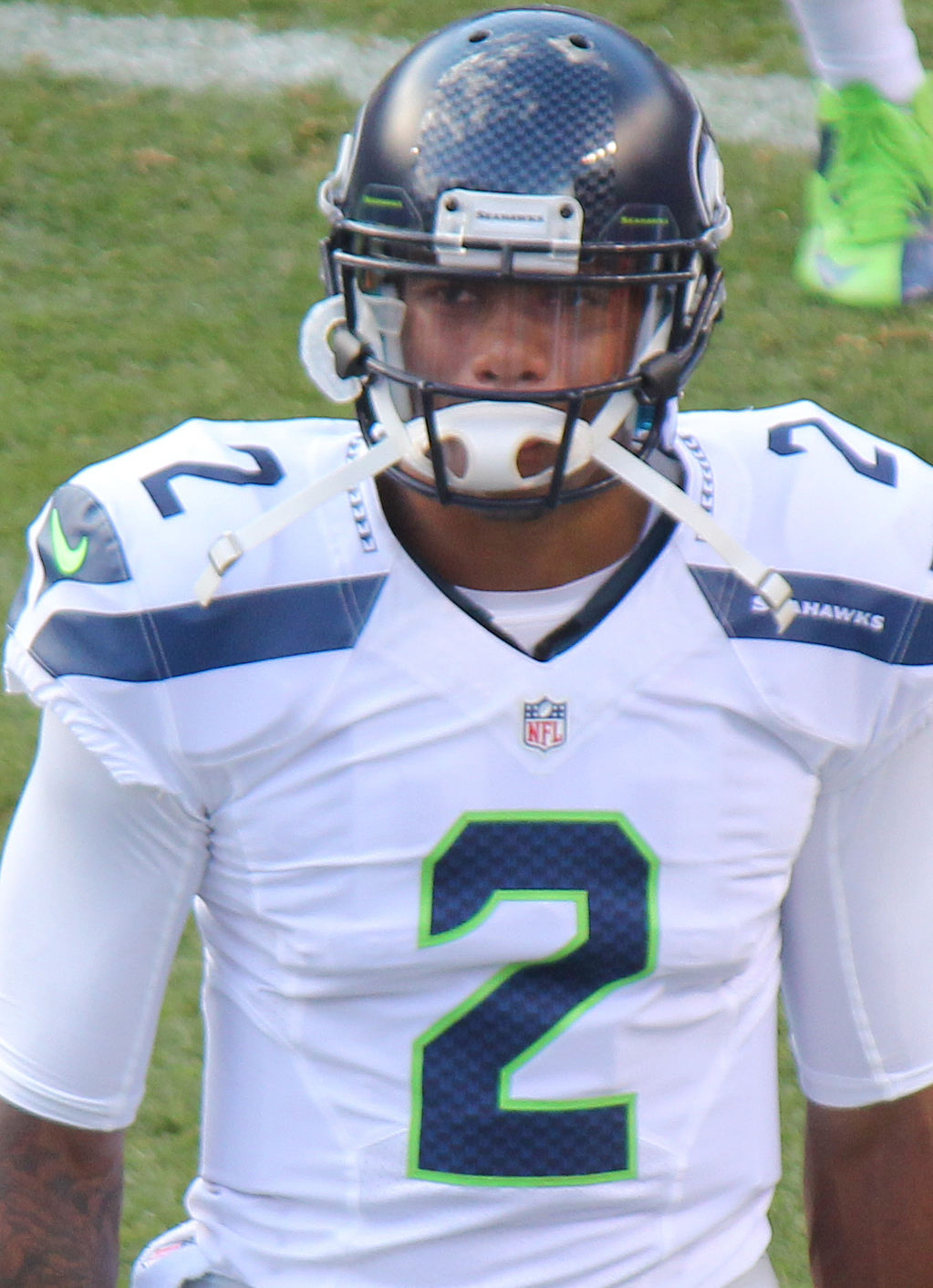
Pryor nella pre-stagione 2014.

Il 21 aprile 2014, Pryor fu scambiato coi Seattle Seahawks per una scelta del settimo giro del Draft NFL 2014. Alla fine della pre-stagione, il 29 agosto, fu svincolato.

### Kansas City Chiefs
Il 7 gennaio 2015, Pryor firmò un contratto annuale coi Kansas City Chiefs.

### Cincinnati Bengals
IL 10 maggio 2015, Pryor firmò coi Cincinnati Bengals. Fu svincolato il 18 giugno dello stesso anno.

### Cleveland Browns

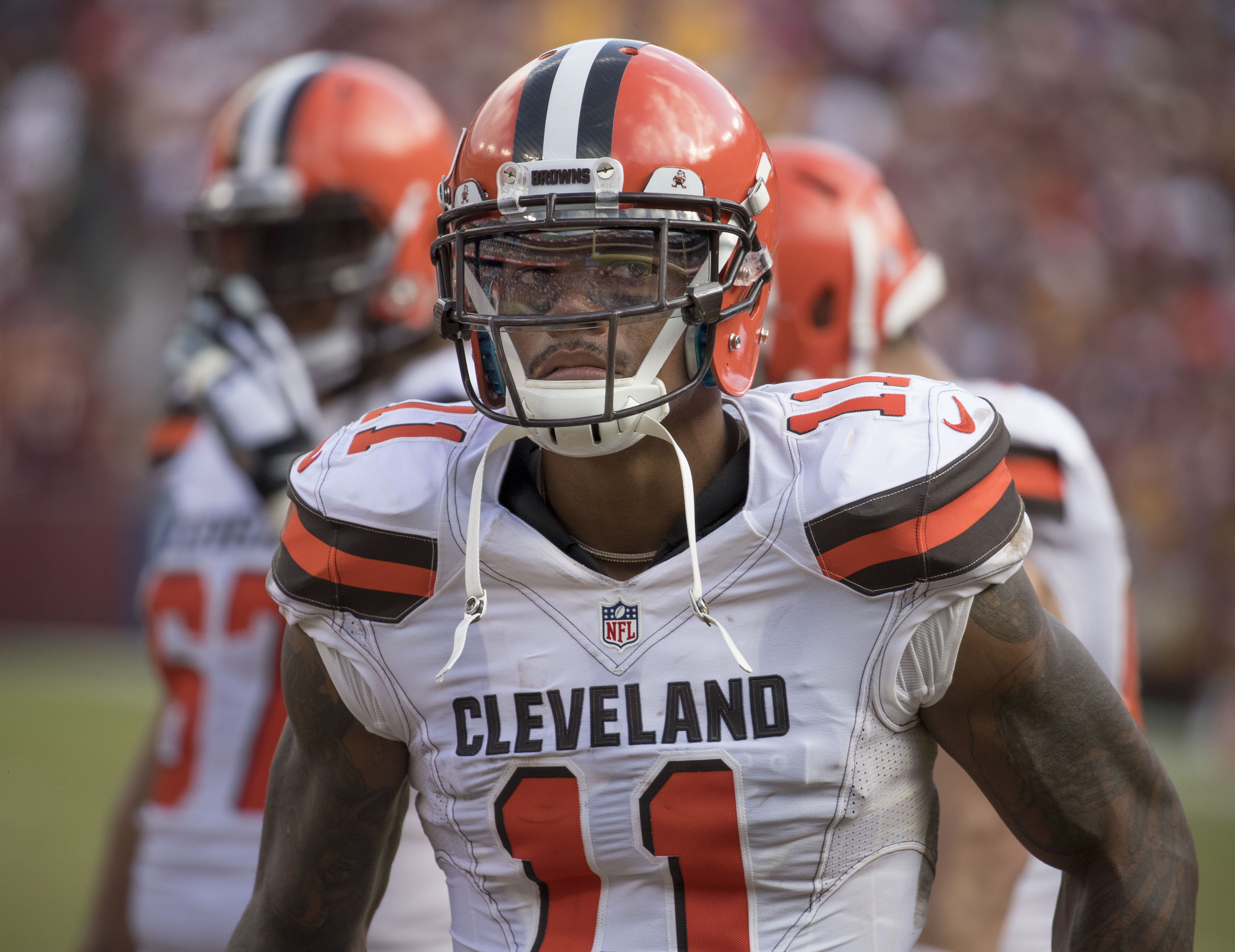
Pryor nel 2016

Il 22 giugno 2015, Pryor firmò con i Cleveland Browns passando a giocare nel ruolo di wide receiver, con cui riuscì ad entrare nei 53 uomini del roster per l'inizio della stagione regolare. Quell'anno riuscì a disputare solamente tre gare, terminando con una ricezione da 42 yard.
Prima dell'inizio della stagione regolare 2016, Pryor fu nominato wide receiver titolare dei Browns. Coi quarterback Robert Griffin III e Josh McCown inattivi nella settimana 3 contro i Miami Dolphins, Pryor partì come ricevitore titolare ma disputò anche alcuni snap come quarterback al posto del rookie Cody Kessler. Inoltre disputò anche un'azione come safety nel finale del secondo tempo. La sua prestazione terminò con 144 yard ricevute, 3 passaggi completati per 35 yard, 21 yard corse e il suo primo touchdown su corsa come Brown. Fu il primo giocatore della NFL ad avere almeno 120 yard ricevute, 30 yard passate e 20 corse dai tempi di Frank Gifford che vi riuscì mentre giocava con la maglia dei New York Giants nel 1959. Il 2 ottobre 2016, Pryor segnò il suo primo touchdown su ricezione in carriera su passaggio da 9 yard di Kessler. Nella settimana 6 contro i Tennessee Titans concluse con 9 ricezioni per 75 yard e 2 touchdown. La sua annata si chiuse con 77 ricezioni per 1.007 yard e 4 touchdown.

### Washington Redskins

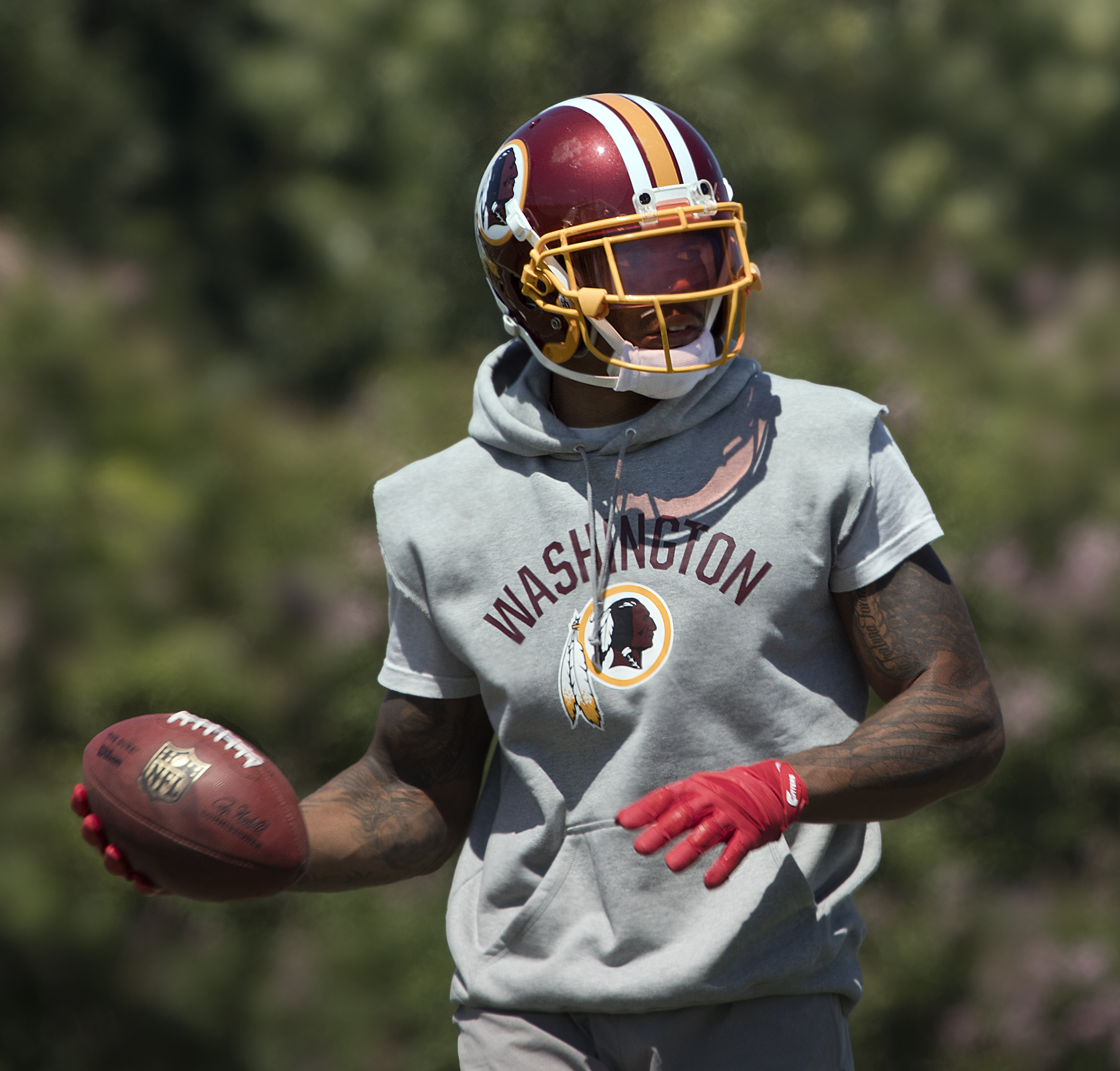
Pryor nel training camp 2017

Il 10 marzo 2017, Pryor firmò un contratto di un anno del valore di 8 milioni di dollari con i Washington Redskins.

### New York Jets
Il 25 marzo 2018 Pryor firmò con i New York Jets.

### Jacksonville Jaguars
Il 30 maggio 2019, Pryor firmò con i Jacksonville Jaguars.

## Record NFL
- Più lungo touchdown su corsa per un quarterback - 93 yard.

## Statistiche
| Partite totali      | 34    |
| Partite da titolare | 27    |
| Ricezioni           | 79    |
| Yard ricevute       | 1.071 |
| Touchdown ricevuti  | 4     |
| Yard lanciate       | 1.994 |
| Touchdown passati   | 9     |
| Intercetti          | 12    |
| Passer rating       | 69,3  |

Statistiche aggiornate alla stagione 2016